# Eirenis rothii
Eirenis rothii är en ormart som beskrevs av Jan 1863. Eirenis rothii ingår i släktet Eirenis och familjen snokar. Inga underarter finns listade i Catalogue of Life.
Arten förekommer i Mellanöstern i södra Turkiet, västra Syrien, Libanon, norra Israel och västra Jordanien. Den lever i låglandet och i bergstrakter upp till 1500 meter över havet. Eirenis rothii vistas i öppna landskap med glest fördelade buskar. Arten besöker även fruktodlingar och trädgårdar. Honor lägger 3 till 5 ägg per tillfälle.
Utbredningsområdet blev i Jordanien intensiv anpassat till människans behov vad som hotar beståndet i landet. I de andra staterna är omvandlingen inte lika tydlig. IUCN kategoriserar arten globalt som livskraftig.